# I, Rocket
«I, Rocket» es un cuento de ciencia ficción del escritor estadounidense Ray Bradbury, publicado por primera vez en la edición de mayo de 1944 de la revista de ciencia ficción Amazing Stories. Se centra en las experiencias de guerra de un cohete espacial construido para combate, contadas desde el punto de vista de la nave.
La historia ganó el Premio Retro Hugo de 1945 al Mejor Cuento Corto en 2020. Se ha considerado la historia que hizo famoso a Bradbury.

## Argumento
La historia comienza con la nave espacial describiendo su estado de deterioro, varada en un planetoide sin nombre. A medida que se oxida, recuerda las experiencias que tuvo en años anteriores.
El cohete cobró conciencia por primera vez cuando se completó su construcción en una base terrestre. Después de que un alcalde bautizara la nave en una ceremonia que la nave caracterizó como un estúpido desperdicio de excelente champán, la nave de combate despegó con una tripulación de veintisiete personas, en dirección a la base Fobos-Deimos para luchar en una guerra contra los marcianos.
El capitán Lamb conversó con algunos miembros de su tripulación, sin saber que dos de ellos, Larion y Belloc, planeaban destruir la nave. La propio nave, sin embargo, era consciente de ello y, aunque no podía hablar, explicó al lector que no aprobaba el plan, señalando que el instinto de supervivencia se puede encontrar no sólo en las amebas y los humanos, sino también en objetos metálicos como él mismo. Larion y Belloc discutieron el plan de usar bombas para desactivar los motores, revelando que habían sido pagados para destruir el barco.
Lamb entró en la sala de cálculo y conversó con Ayres, que estaba en su primer vuelo espacial, sobre cómo la gente en la Tierra tendía a ser atea o agnóstica, pero terminó convirtiéndose a una religión en su primer viaje al espacio. Luego, Lamb entró en la cocina y consumió un plato de sopa servido por Slop, inventor del plato de sopa por gravedad y de la cuchara por gravedad. Slop y Lamb también conversaron, Slop mencionó que se unió a la misión porque sus padres fueron asesinados por marcianos tres años antes, y Lamb afirmó que se unió porque conoció a una chica marciana en Marte cinco años antes, antes de ser retirado debido a la guerra.
Después de que Larion dejó a Belloc solo en la sala de máquinas para recuperar las bombas, una tubería de aceite explotó, enviando un tubo de aceite a la cara de Belloc y matándolo. Lamb, Larion y algunos otros miembros de la tripulación corrieron a la sala de máquinas. Al ver a Belloc muerto, Larion asumió que uno de los miembros de la tripulación había descubierto sus planes y había matado a Belloc. Larion salió corriendo de la escena, sólo para aparentemente suicidarse en un accidente con una esclusa de aire.
Una vez que la nave llegó a la base, vio combate en la guerra durante meses. Luego regresó a la Tierra en busca de nuevos miembros de la tripulación antes de regresar al frente. Finalmente, la guerra terminó y la nave fue reutilizada. Después de cinco años transportando carga, se estrelló contra un planetoide. La tripulación murió, dejando la nave varada. Meses después, Lamb, que se convirtió en inspector de patrulla, encontró la nave. Habló de los problemas que se avecinaban en Venus y de que quería volver a ser capitán de la nave y ahora luchar contra los venusinos. Después de que Lamb voló para buscar un equipo de reparación, la nave quedó esperando con entusiasmo el regreso de Lamb.

## Antecedentes
Antes de la publicación de «I, Rocket», el escritor estadounidense Ray Bradbury vendía periódicos en una esquina de Los Ángeles durante el día mientras intentaba establecer su reputación como escritor componiendo cuentos y poemas en una biblioteca por la noche. Aunque ya había escrito más de cien historias para varias revistas antes de que se publicara «I, Rocket», sus escritos pasaron prácticamente desapercibidos para los críticos literarios.
«I, Rocket» es su primera presentación suya a la revista de ciencia ficción Amazing Stories que fue aceptada. También es la historia de ciencia ficción más larga que Bradbury había escrito en ese momento.

## Análisis
En Amazing Stories, el escritor de ciencia ficción Jean Marie Stine afirmó que «I, Rocket» es la primera historia donde «el personaje desde el punto de vista y el narrador en primera persona es una nave espacial plenamente consciente, inteligente y alerta». Ella especuló que la idea de escribir desde la perspectiva de un cohete pudo haber venido en última instancia del editor de Amazing Stories, Raymond A. Palmer, afirmando que Palmer pudo haberle sugerido la idea a Bradbury directamente, o que Bradbury pudo haberse inspirado en el cuento de Eando Binder «Yo, robot», que fue escrito desde la perspectiva de un robot, y había sido publicado en la edición de enero de 1939 de Amazing Stories.
Stine señaló que «I, Rocket» seguía el patrón de muchas otras historias de Bradbury: un escenario de otro mundo para una historia que no se centraba ni en lo mecánico ni en lo científico, sino más bien en los atributos humanos o humanos de los personajes de la historia.

## Recepción
«I, Rocket» es la primera historia de Bradbury que aparece en la portada de una revista. Stine considera que esta historia fue la que hizo famoso a Bradbury y estableció su reputación como escritor de ciencia ficción.
La historia ganó el premio Retro Hugo de 1945 a la mejor historia corta en 2020.

## Historial de publicaciones
«I, Rocket» se publicó por primera vez en la edición de mayo de 1944 de Amazing Stories. Estuvo disponible gratuitamente en el sitio web de Amazing Stories en 2014.
En 1953, EC Comics publicó una adaptación cómica de siete páginas, ilustrada por Al Williamson y Frank Frazetta, en Weird Fantasy #20. La obra de arte original se subastó en 2019 y se esperaba que se vendiera por entre 60 000 y 80 000 USD. EC Comics también publicó adaptaciones cómicas de otras 24 historias de Bradbury a principios de la década de 1950, todas las cuales fueron recopiladas y republicadas en Home to Stay!: The Complete Ray Bradbury EC Stories en 2022.